# Klickkemi

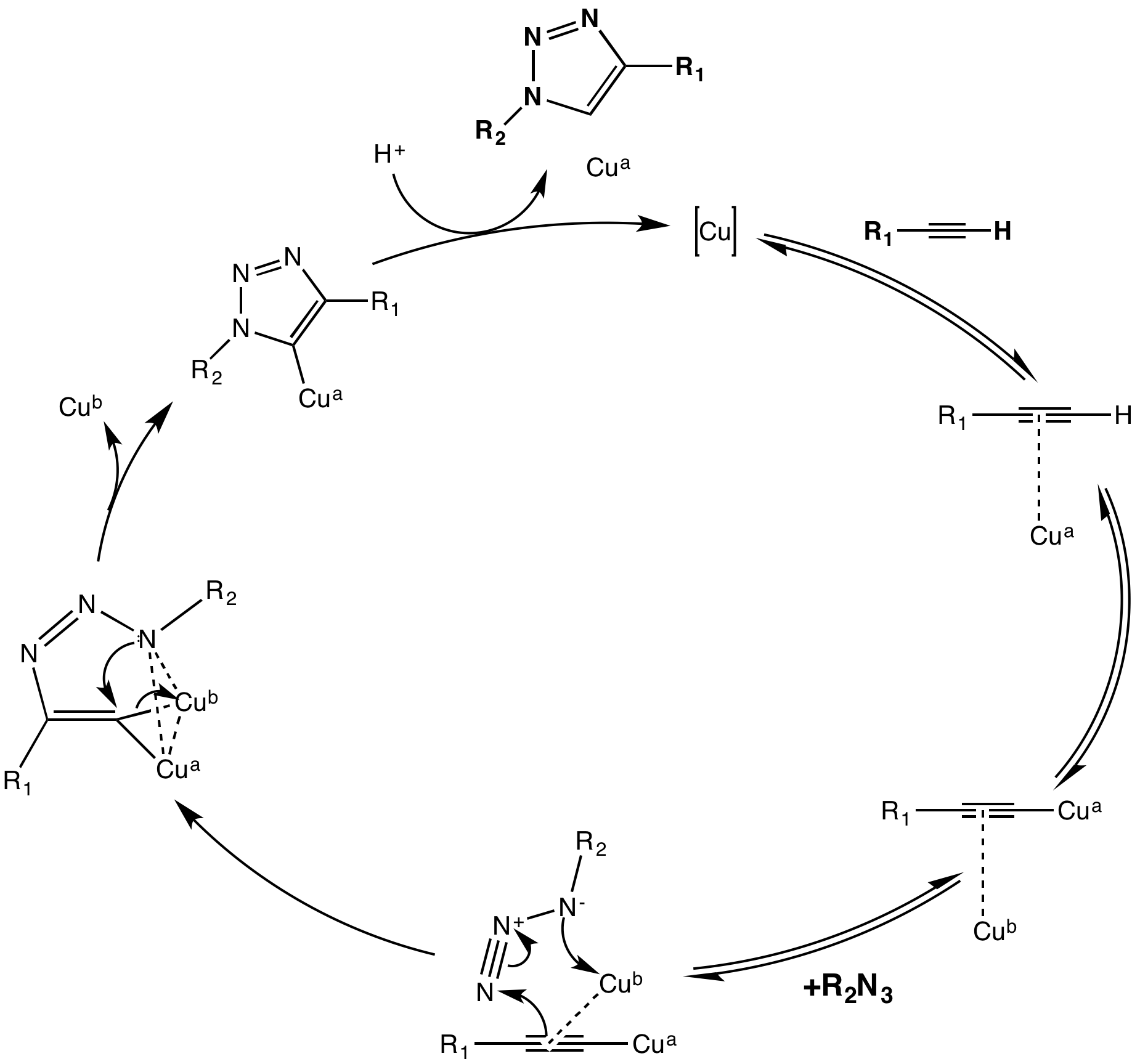
Skiss som visar kopparkatalysen hos CuAAC, ett exempel på klickkemi framtaget av den amerikanske kemisten Barry Sharpless.

Klickkemi är ett antal principer och metoder inom syntetisk organisk kemi − det vill säga den gren av kemin som huvudsakligen ägnar sig åt metoder för att framställa kolbaserade kemiska föreningar – för att bygga samman komplicerade molekyler från mindre beståndsdelar i ett antal kemiska reaktioner, som var och en är selektiv (det vill säga utan att alltför många oönskade biprodukter bildar vid reaktionen) och samtidigt generaliserbar. 

## Termen
Termen klickkemi myntades av bland andra den amerikanske kemisten Barry Sharpless 2001. Namnet syftar på det klickljud som hörs när man snäpper ihop en bagagerem.

## Upptäckten
Den danske kemisten Morten Meldal och Sharpless upptäckte oberoende av varandra och beskrev en konkret klickkemisk reaktion 2002, där man med hjälp av kopparjoner kunde katalysera en reaktion mellan en alkyn och en azid. En liknande reaktion mellan alkyner och azider var känd sedan tidigare, men utan koppar som katalysator. Denna äldre reaktion bildade dock även signifikanta mängder oönskade biprodukter, vilket minskade reaktionens utbyte. De kopparjoner som används vid många klickemireaktioner är giftiga för levande celler, varför de inte kan användas i biokemi, där det annars finns ett behov att fästa exempelvis fluorescerande molekyler på cellmembranet på levande celler. Carolyn Bertozzi utvecklade en variant av klickkemi, benämnd bioortogonal kemi, där man med hjälp av icketoxiska reagens kunde använda klickkemiska metoder för att studera biokemiska reaktioner i levande celler. 2022 års Nobelpris i kemi gick i lika delar till Barry Sharpless, Morten Meldal och Carolyn Bertozzi för klickkemi respektive bioortogonal kemi.